# 浜田健作
浜田 健作（はまだ けんさく、1976年12月13日 - ）は、日本の男性声優。

## 概要
東京都出身。千葉県育ち
大平透声優ゼミナールを経て2006年3月までは大平プロダクション（一時期モアナ・ファクトリーにマネージメントを委託）に所属。所属していた大平プロの社長、大平透を師匠と仰いでいた。
2000年に放送された『オポジット学園』のフィリップ・W・ステファン役で初めてレギュラーを務める。
高校を中退している。

## 出演作品

### 吹き替え
- アフターショック ニューヨーク大地震（ノーナム（レイ・ジェイ）、マイクの声、無線の声2、男7）
- 依頼人
- NYPDブルー（タヒア、ジャティーン、レイ、ハーマン、ラリー、警官2、係、警官1、看守、刑事、部下2、警官5）
- L.A.大捜査線 マーシャル・ロー（ユージーン、男E）
- オペレーション・ノア（警官1、作業員8、社員4、職員3、乗務員、隊員1、他）
- オポジット学園（フィリップ・W・ステファン）
- 案山子男（ジェイク、マイキー、ルーベン、生徒1、話す男2）
- ジョン・クリシャムの依頼人（トム）
- スターゲイト SG-1（ロラン、コントローラー1、ジャファ1、軍曹、衛兵1、運転兵、男、兵士1、他）
- Dr.ドブソンのユース・セミナー
- ピケット・フェンス（モリーク、黒人4）
- ブラッダ（ガイ・バーター、乗組員1、ラジオレポーター）
- マウンテン・ウォーズ/ホライズン高校物語（オーガスト""オーギー""シセロス）
- リズム・イングリッシュ（男、ドラゴン、男3、弟グマ、海賊ネコ2、ハツカネズミ3）